# Agnes Arber
Agnes Robertson Arber, née le 23 février 1879 à Primrose Hill, un des quartiers de Londres et morte le 22 mars 1960 à Cambridge, est une botaniste et une historienne des sciences britannique. Son champ d'étude est la morphologie des plantes dont elle a développé les connaissances, puis plus tard dans sa carrière sur l’histoire et la philosophie de la biologie.
Elle étudie l'anatomie comparative des plantes, spécifiquement monocotyledones.
Elle est la troisième femme et première femme botaniste à être élue membre de la Royal Society en 1946.

## Biographie
Agnes Arber née Robertson, le 23 février 1879 à Primrose Hill, est la fille ainée d'Henry Robert Robertson, et d'Agnès Lucy Turner, qui forment une famille cultivée.
Son père est un artiste d’origine écossaise passionné de botanique, qui dirigeait une école privée à Slough, Sa mère est une descendante de Robert Chamberlain qui a créé la firme Chamberlain & Son à Worcester.
Plusieurs membres de la famille de sa mère, Agnes Lucy née Turner, étaient des personnalités intellectuelles comme John Davidson (en) (1797-1836) ou George Fownes (1815-1849), membres de la Royal Society. Son frère, Donald Straun Robertson (1885-1961), est professeur de grec à Cambridge ; sa sœur, Janet Robertson, est portraitiste.
Agnes Robertson fait ses études à la North London Collegiate School, où l’enseignement des sciences est réputé, et se passionne très tôt pour la botanique. Elle découvre à treize ans le petit livre Plant life de George Edward Massee (1850-1917). A la même époque, elle découvre l’œuvre de Goethe (1749-1832), qui sera l’une des grandes passions de sa vie, en particulier,  l’Essai sur la métamorphose des plantes, essai novateur de Goethe, . Dans le cadre de ses recherches en botanique, Goethe examina la constitution et le développement des plantes annuelles. Cette étude fut la première publication scientifique majeure de Goethe, parue pour la première fois en 1790 et fut maintes fois rééditée, par la suite, Agnes Arber la traduira en 1946.
Durant sa scolarité, elle découvre une édition de 1578 du Lyte’s Herbal, traduction en anglais de l’œuvre de Rembert Dodoens (1517-1585) finement illustrée. Cette découverte l’incitera à s’intéresser à l’histoire des premiers herbiers imprimés et publiera, en 1912, un ouvrage fondamental de l’histoire des sciences, Herbals, their origin and evolution,. En 1913, elle publie une biographie du botaniste français Guy de la Brosse
Elle rencontre, grâce au club scientifique de son école, Ethel Sargant (1816-1918). Cette spécialiste de l’anatomie des embryons végétaux possède un laboratoire privé dans lequel elle invite la jeune Agnes durant ses vacances. Elle fait ses études à l’University College de Londres en 1897, où elle suit notamment les cours de Francis Wall Oliver (1864-1951), de Sir Arthur George Tansley (1871-1955).
Elle obtient son Bachelor of Science en 1899. Elle entre alors au Newnham College de Cambridge où elle suit les cours de Albert Charles Seward (1863-1941), Harry Marshall Ward (1854-1906), Frederick Frost Blackman (1866-1947), Francis Darwin (1848-1925) et Edward Alexander Newell Arber (1870-1918).
L’un des enseignants qui aura le plus d’influence est William Bateson (1861-1926) qui contribue à la redécouverte des travaux de Gregor Mendel (1822-1884).
Après avoir travaillé aux côtés d’Ethel Sargant et publié avec elle un article sur les germes des herbes, de 1903 à 1908, elle étudie à l’University College auprès de F.W. Oliver. Elle s’intéresse alors aux gymnospermes actuels ou fossiles.
Agnes Robertson se marie le 5 août 1909 avec son ancien enseignant, Edouard Alexander Newell Arber (1870-1918) connu sous le nom de E.A.N Arber de neuf ans son aîné et démonstrateur en paléobotanique à Cambridge. De ce mariage naît un enfant, Muriel Agnes, en juillet 1912, (1912-2004) qui devint géologue,. Son beau-père est le professeur Edward Arber (1836-1912), spécialiste de la littérature anglaise ancienne.

### Publications et Travaux
Agnes Arber publie en 1912 Herbals: Their Origin and Evolution qui connaîtra en 1938 une seconde édition mise à jour. Elle écrit aussi de nombreux articles dans les Annals of Botany et The Botanical Gazette. En 1920, elle publie un livre sur les plantes aquatiques Water plants : a study of aquatic angiosperms.
Elle reprend un projet initié par Ethel Sargant, un manuel de botanique intitulé The Monocotyledons qui paraît en 1925 avec 140 illustrations de sa main. Elle y fait notamment l'hypothèse que les "feuilles" de la plupart des monocotylédones, caractérisées par leur forme allongée, leur nervation parallèle et leur insertion directe seraient en fait des phyllodes.
Elle commence dans les années 1930, une série d’études sur la structure florale et sur la morphologie végétale. Elle supervise la publication de l’œuvre botanique de Goethe en 1946, et de Nehemiah Grew (1641-1712) dont elle écrit la notice biographique dans Makers of British Botany de Francis Wall Oliver en 1913.
Durant la Seconde Guerre mondiale, elle se consacre à des études plus générales comme The Natural Philosophy of Plant Form (1950) et surtout The Mind and the Eye, a Study of the Biologist’s Standpoint (1954). Elle y discute de la nature de la recherche biologique, philosophie de la biologie et comment un spécialiste observe ce qu’il étudie.
Au cours de sa vie, Agnes Arber rédigea plus de 226 publications dont 93 articles et plusieurs ouvrages. Une partie de ses travaux, dont des critiques de la théorie de l'évolution, ont fait l'objet de controverses lors de leur publication et sont aujourd'hui reconnus comme invalides.

## Reconnaissance et postérité
Le travail d'Arber est reconnu très tôt. Membre de la Linnean Society of London en 1908, elle y exerce également des fonctions administratives. Elle est élue membre de la Royal Society en 1946, où elle est la troisième femme et première botaniste à détenir ce statut.
Arber continue d'être célébrée après sa mort. Une Blue Plaque est apposée en 2018 sur la maison qui l'a vue naître, au 9 Elsworthy Terrace, à Primrose Hill (Londres). En 2024, un prix de thèse est créée en son honneur et porte son nom, et une Blue Plaque signale à Cambridge la maison d'Huntingdon Road où elle vivait avec sa fille et exerçait ses recherches.
En 2020 et 2021, la compagnie théâtrale française Katapult créé une pièce ; Agnes Arber : Botaniste

## Distinctions
- 1908 : membre de la Linnean Society of London. Elle participe à son comité directeur de 1915 à 1919.
- 1942 : correspondante étrangère de la Botanical Society of America
- 1946 : membre de la Royal Society. Elle est la troisième femme à recevoir cet honneur.
- 1948 : médaille linnéenne

## Publications
- Nehemiah Grewand the study of plant anatomy (1906)
- Herbals: Their Origin and Evolution (1912)
- Arber (Agnès), “The Botanical Philosophy of Guy de La Brosse”, Isis, vol. 1, 1913, pp. 359–369
- Water Plants : A Study of Aquatic Angiosperms (1920)
- Monocotyledons:A Morphological Study (1925)
- The gramineae : A study of Cereal, Bamboo and Grass (1934)
- The Natural Philosophy of Plant Form (1950)
- The Mind and The Eye : A Study of a Biologist’s Standpoint (1954)